# Dióxido de selenio

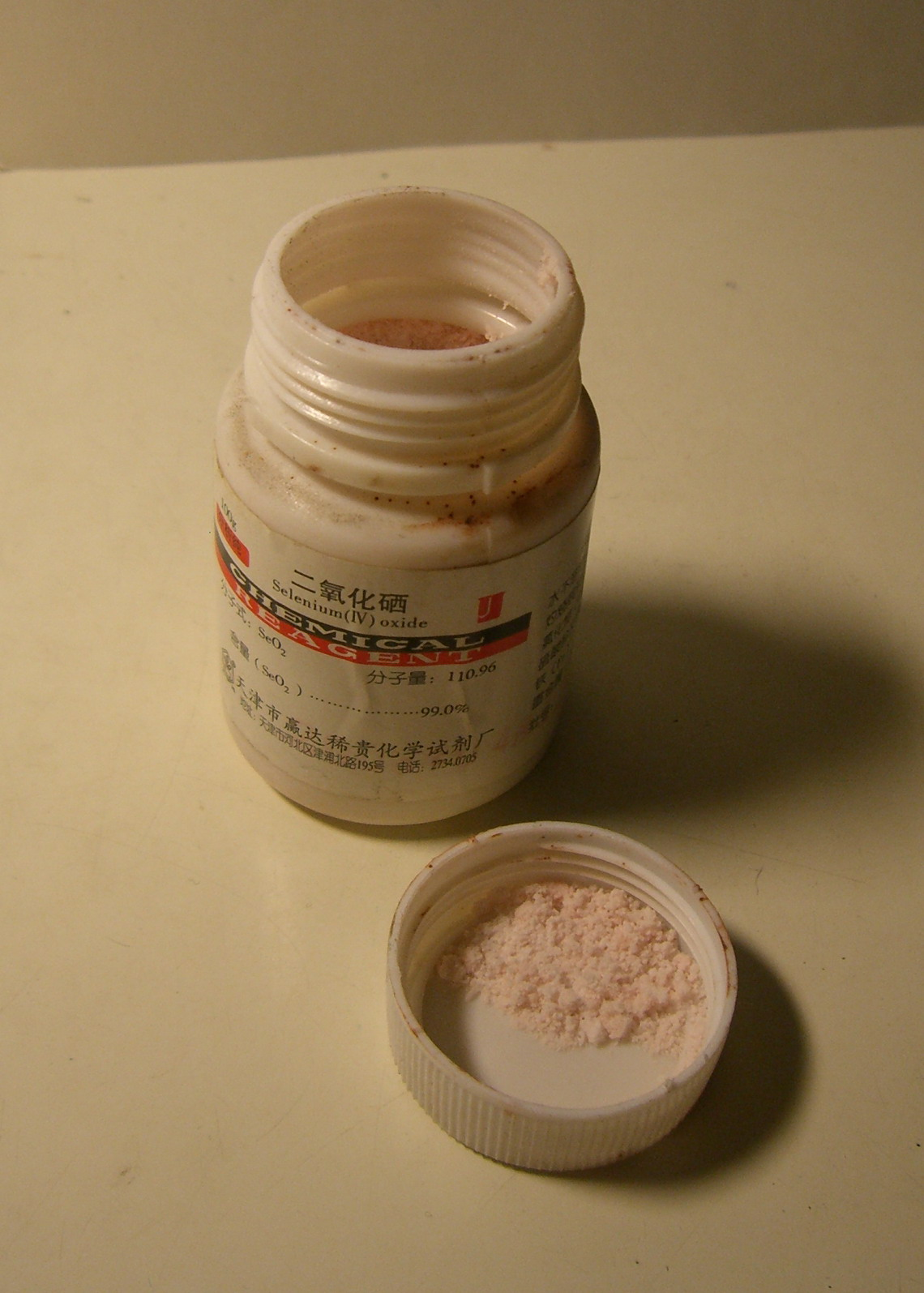
Dióxido de selenio

El dióxido de selenio, también conocido como óxido de selenio u óxido de selenio (IV), es un compuesto químico. Su fórmula química es SeO2. Contiene selenio en su estado de oxidación +4. También contiene iones de oxígeno. Es tóxico.

## Propiedades
El dióxido de selenio es un sólido blanco. Se disuelve en agua para producir ácido selenoso. Se evapora fácilmente. El vapor huele a salsa de rábano picante. Puede quemar la nariz. Reacciona con bases para producir selenitos.

## Preparación
El dióxido de selenio se puede producir quemando selenio en el aire. También se puede hacer reaccionando selenio con ácido nítrico o peróxido de hidrógeno. Otra manera de hacerlo es calentando ácido selenoso.
El dióxido de selenio se forma en el proceso de combustión del selenio :
Se + O2 → SeO2

## Ocurrencia
El dióxido de selenio es extremadamente raro como mineral, y se conoce con el nombre de downeyita. Se ha encontrado solamente en dos minas de carbón incendiadas, en las que los seleniuros presentes se oxidaron a dióxido de selenio.

## Usos
El dióxido de selenio se utiliza en la fabricación de compuestos orgánicos. El dióxido de selenio se utiliza como colorante en el vidrio. El cobalto en el vidrio hace un color azul. Cuando se añade un poco de dióxido de selenio, el vidrio se vuelve incoloro. Cuando se añade más dióxido de selenio, el vidrio se vuelve rojo rubí.

## Seguridad
El dióxido de selenio puede disolverse en agua para producir compuestos tóxicos de selenio. Tragar más de una cantidad muy pequeña puede causar intoxicación por selenio. El dióxido de selenio es un agente oxidante débil y no prende fuego a las cosas.